# Влајковац
Влајковац (рум. Vlaicovăț, мађ. Temesvajkóc) је насеље у граду Вршац, у Јужнобанатском округу, у Србији. Према попису из 2022. било је 968 становника.
Овде се налазе Дворац у Влајковцу и слатинско станиште Влајковац.

## Историја
Влајковац се први пут помиње 1597. године као посед сибињског кнеза, са становницима српске народности.

У 16. веку назив села је Влајковац (Vlajkoc), Влајковац – 1716. године, Temesvajkócz – 1911. Влајковац – 1922. године.
Године 1716. Влајковац је додељен Вршачком диштрикту (Срез). Године 1717. било је 22. куће. За време епископа Максима Несторивића (1728—1738) подигнута је црква брвнара. Придоласком сибињских Румуна (1738) насеље је повећано. Тако док је 1749. године било 40 кућа, 1752. године било је већ 87 кућа. Аустријски царски ревизор Ерлер је 1774. године констатовао да место припада Вршачком округу и дистрикту. Становништво је било измешано, српско и влашко. Године 1779. Влајковац је припојен Тамишком комитату.
На путу за Панчево, цар Јосиф II задржао се у Влајковцу 13. и 14. априла 1773. године.
Први пут почињу да се воде црквене књиге 1790. године. Подигнута је Румунска црква 1809. године. Године 1829. уступи царска комора Влајковац, променом добара, грофовској породици Бетлен. 1832. имао је Влајковац 1252 православна, 2 католика и 4 јевреја. У атару, познатом као плодна равница, било је 85 поданичких сесија. Бројни и богати пашњаци и ливаде омогућили су и знатно унапредили сточарство. Тада је властелин био гроф Емерих Бетлен.
Влајковац је имао 1848. године 1390 становника, од којих је било православних 1375, католика 6, и јевреја 9. 8. јула 1848. године Мађари су запалили село, које је са црквом изгорело.
Влајковац је имао 1854 године 1183 становника. Површина катастарске општине била је 7365 ланаца, укључујући ту и бивши алодијални посед од 2483 ланаца. Властелин је био гроф Јован Бетлен.
У Влајковцу је 1859. године подигао свој кастел Георг Мочоњи. Исто то је учинио и Фердинанд Хајнрих на своме имању »Икателек«.
Године 1872. оделили су се Срби од Румуна, којима је остала црква. Срби из места су чинили почетком 20. века парохијску филијалу у саставу парохије Уљма.
Године 1876. село је проглашено великом општином. У тој години снажна олуја је срушила кров румунске цркве и ишчупала више стабала из земље.
Дана 8. децембра 1894. отворена је железничка станица на путу Вршац-Ковин која је предата у саобраћају. Бројно кретање становништва у последњим деценијама било је у порасту: 1869. године било је 1484 становника; 1880 – 1354; 1890 – 1532; 1900 – 1590; 1910 – 1650 становника. По попису 1921. године у Влајковцу је било 1459 становника, од којих је било: Срба - 261, Чеха - 34, Румуна - 918, Немаца - 22, Мађара - 224 становника.
Доселило се 1920. године у Влајковац 120 породица из Лике и Босне и Херцеговине, али се од тог броја, крајем 1927. године 60 породица преселило у Потпорањ и Селеуш.
Овде се налази манастир Влајковац.

## Демографија
У насељу Влајковац живи 929 пунолетних становника, а просечна старост становништва износи 40,5 година (39,7 код мушкараца и 41,2 код жена). У насељу има 345 домаћинстава, а просечан број чланова по домаћинству је 3,41.
Становништво у овом насељу веома је нехомогено, а у последња три пописа, примећен је пад у броју становника.
|  |

| Демографија | Демографија | Демографија |
| Година      | Становника  | Становника  |
| ----------- | ----------- | ----------- |
| 1948.       | 1.656       |             |
| 1953.       | 1.830       |             |
| 1961.       | 1.855       |             |
| 1971.       | 1.530       |             |
| 1981.       | 1.356       |             |
| 1991.       | 1.328       | 1.191       |
| 2002.       | 1.178       | 1.321       |

| Етнички састав према попису из 2002.‍ | Етнички састав према попису из 2002.‍ | Етнички састав према попису из 2002.‍ | Етнички састав према попису из 2002.‍ | Етнички састав према попису из 2002.‍ |
| ------------------------------------ | ------------------------------------ | ------------------------------------ | ------------------------------------ | ------------------------------------ |
|                                      |                                      |                                      |                                      |                                      |
| Срби                                 | Срби                                 |                                      | 656                                  | 55,68%                               |
| Румуни                               | Румуни                               |                                      | 288                                  | 24,44%                               |
| Мађари                               | Мађари                               |                                      | 182                                  | 15,44%                               |
| Југословени                          | Југословени                          |                                      | 16                                   | 1,35%                                |
| Црногорци                            | Црногорци                            |                                      | 5                                    | 0,42%                                |
| Бугари                               | Бугари                               |                                      | 3                                    | 0,25%                                |
| Македонци                            | Македонци                            |                                      | 2                                    | 0,16%                                |
| Словаци                              | Словаци                              |                                      | 1                                    | 0,08%                                |
| Немци                                | Немци                                |                                      | 1                                    | 0,08%                                |
| Муслимани                            | Муслимани                            |                                      | 1                                    | 0,08%                                |
| непознато                            | непознато                            |                                      | 2                                    | 0,16%                                |

| \| \| м \| \| \| ж \| \| ? \| 2 \| \| \| 7 \| \| 80+ \| 10 \| \| \| 14 \| \| 75—79 \| 22 \| \| \| 27 \| \| 70—74 \| 29 \| \| \| 41 \| \| 65—69 \| 33 \| \| \| 47 \| \| 60—64 \| 34 \| \| \| 36 \| \| 55—59 \| 20 \| \| \| 30 \| \| 50—54 \| 47 \| \| \| 34 \| \| 45—49 \| 45 \| \| \| 43 \| \| 40—44 \| 46 \| \| \| 48 \| \| 35—39 \| 30 \| \| \| 41 \| \| 30—34 \| 40 \| \| \| 25 \| \| 25—29 \| 35 \| \| \| 43 \| \| 20—24 \| 32 \| \| \| 31 \| \| 15—19 \| 42 \| \| \| 40 \| \| 10—14 \| 39 \| \| \| 38 \| \| 5—9 \| 31 \| \| \| 38 \| \| 0—4 \| 28 \| \| \| 30 \| \| Просек : \| 39,7 \| \| \| 41,2 \| |      |  |  |      |
| |      |  |  |      |
| | м    |  |  | ж    |
| ? | 2    |  |  | 7    |
| 80+ | 10   |  |  | 14   |
| 75—79 | 22   |  |  | 27   |
| 70—74 | 29   |  |  | 41   |
| 65—69 | 33   |  |  | 47   |
| 60—64 | 34   |  |  | 36   |
| 55—59 | 20   |  |  | 30   |
| 50—54 | 47   |  |  | 34   |
| 45—49 | 45   |  |  | 43   |
| 40—44 | 46   |  |  | 48   |
| 35—39 | 30   |  |  | 41   |
| 30—34 | 40   |  |  | 25   |
| 25—29 | 35   |  |  | 43   |
| 20—24 | 32   |  |  | 31   |
| 15—19 | 42   |  |  | 40   |
| 10—14 | 39   |  |  | 38   |
| 5—9 | 31   |  |  | 38   |
| 0—4 | 28   |  |  | 30   |
| Просек : | 39,7 |  |  | 41,2 |

| Година пописа     | 1948. | 1953. | 1961. | 1971. | 1981. | 1991. | 2002. |
| ----------------- | ----- | ----- | ----- | ----- | ----- | ----- | ----- |
| Број домаћинстава | 409   | 435   | 464   | 373   | 366   | 377   | 345   |

| Број чланова      | 1  | 2  | 3  | 4  | 5  | 6  | 7 | 8 | 9 | 10 и више | Просек |
| ----------------- | -- | -- | -- | -- | -- | -- | - | - | - | --------- | ------ |
| Број домаћинстава | 51 | 81 | 58 | 62 | 47 | 30 | 8 | 4 | 2 | 2         | 3,41   |

| Пол    | Укупно | Неожењен/Неудата | Ожењен/Удата | Удовац/Удовица | Разведен/Разведена | Непознато |
| ------ | ------ | ---------------- | ------------ | -------------- | ------------------ | --------- |
| Мушки  | 467    | 123              | 293          | 30             | 15                 | 6         |
| Женски | 507    | 87               | 299          | 107            | 13                 | 1         |
| УКУПНО | 974    | 210              | 592          | 137            | 28                 | 7         |

| Пол    | Укупно                    | Пољопривреда, лов и шумарство | Рибарство                            | Вађење руде и камена | Прерађивачка индустрија       |
| ------ | ------------------------- | ----------------------------- | ------------------------------------ | -------------------- | ----------------------------- |
| Мушки  | 248                       | 119                           | 0                                    | 1                    | 54                            |
| Женски | 126                       | 55                            | 0                                    | 0                    | 35                            |
| Укупно | 374                       | 174                           | 0                                    | 1                    | 89                            |
|        |                           |                               |                                      |                      |                               |
| Пол    | Производња и снабдевање   | Грађевинарство                | Трговина                             | Хотели и ресторани   | Саобраћај, складиштење и везе |
| Мушки  | 0                         | 11                            | 12                                   | 3                    | 22                            |
| Женски | 0                         | 0                             | 13                                   | 2                    | 2                             |
| Укупно | 0                         | 11                            | 25                                   | 5                    | 24                            |
|        |                           |                               |                                      |                      |                               |
| Пол    | Финансијско посредовање   | Некретнине                    | Државна управа и одбрана             | Образовање           | Здравствени и социјални рад   |
| Мушки  | 1                         | 2                             | 9                                    | 3                    | 2                             |
| Женски | 0                         | 0                             | 1                                    | 2                    | 12                            |
| Укупно | 1                         | 2                             | 10                                   | 5                    | 14                            |
|        |                           |                               |                                      |                      |                               |
| Пол    | Остале услужне активности | Приватна домаћинства          | Екстериторијалне организације и тела | Непознато            | Непознато                     |
| Мушки  | 6                         | 0                             | 0                                    | 3                    | 3                             |
| Женски | 0                         | 0                             | 0                                    | 4                    | 4                             |
| Укупно | 6                         | 0                             | 0                                    | 7                    | 7                             |